# ワイルド・バンチ (ヒップホップグループ)
ワイルド・バンチ（The Wild Bunch）は、イギリス・ブリストルにて、サウンド・システムを母体として結成されたヒップホップ・グループ。

## 略歴
ワイルド・バンチは、1980年代初頭のブリストルでダディ G、DJ Milo、ネリー・フーパーの3人により結成され、後にロバート・デル・ナジャ(3D)、マッシュルーム、Willie Weeの3人が加入した。
ダディ Gの自宅で友人を集った、パンク、ニューウェイヴ、ファンク、ディスコ、ヒップホップ、レゲエのレコード鑑賞を発端に活動が始まる。ダディ Gがブリクストン・パーク・ストリートのクラブ「ダグアウト」でレゲエのDJを始めた頃から集客が増してワイルド・バンチの下地が作られ、その後、サウンドシステムとしてセントポールズ・ミュージック・フェスティバルに出演した。のちにマーク・スチュワートの後ろ盾を得てロンドンに進出。アイランド・レコードと契約を果たし、メジャー・レコード会社と契約したイギリス初のヒップホップ・グループとなった。
1986年の4月から5月にかけて菊池武夫のファッションショーへの出演に伴い、ネナ・チェリーが在籍するBUFFALOと共に日本ツアーが行われた。日本ツアー終了後に、ダディ Gは、ロバート・デル・ナジャ(3D)、マッシュルームと共にマッシヴ・アタックを結成。ネリー・フーパーは、ソウル・II・ソウルに参加し、DJ Miloは、日本での音楽活動を続けた。
1987年、1stシングル「Tearin Down The Avenue / The Look Of Love」をリリースした。エリック B. & ラキムのシングル「Move The Crowd」とMorgan McVeyの「Looking Good Diving」でリミックスを手がけた。
1987年12月31日には、ブリストルのセントバルナバス納堂でソウル・II・ソウルとサウンド・クラッシュが行われた。
1988年、2ndシングル「Friends And Countrymen」をリリースした。
1989年、ロバート・デル・ナジャ(3D)とマッシュルームは、ネナ・チェリーのアルバム「ロー・ライク・スシ」にマッシヴ・アタック (and The Wild Bunch)のクレジットで参加した。

## ディスコグラフィー

### シングル
- Tearin Down The Avenue / The Look Of Love (1987)
- Friends And Countrymen (1988)

### DJ MIX
- The Wild Bunch (Story Of A Sound System) Mixed by DJ Milo